# UK ジャイヴ
『UK ジャイヴ』（UK Jive）は、1989年10月にリリースされたキンクスのロンドン・レコードでの最後のアルバム。
LPフォーマット主体で発売された最後のアルバムだがこのアルバムから日本ではCD発売のみになった。内容的には素晴らしいアルバムで次作の『フォビア』に続くコンセプトが隠されている。
ヨーロッパ仕様版には内袋や歌詞が挿入されていたがアメリカ版にはない。1980年代後半から1990年代初頭にかけてのアナログ盤にはよく見られた光景である。

## 収録曲
特筆無い限りレイ・デイヴィス作詞作曲。
1. アグラベーション - "Aggravation" 6:10
2. ハウ・ドゥ・アイ・ゲット・クロース - "How Do I Get Close?" 5:07
3. UK ジャイヴ - "UK Jive" 3:49
4. ナウ・アンド・ゼン - "Now and Then" 3:32
5. ホワット・アー・ウイ・ドゥイング - "What Are We Doing?" 3:38
6. エンターテインメント - "Entertainment" 4:19
7. ウォー・イズ・オーバー - "War Is Over" 3:41
8. ダウン・オール・ザ・デイズ - "Down All the Days (To 1992)" 4:57
9. ルーニー・バルーン - "Loony Balloon" 5:03
10. ディア・マーガレット - "Dear Margaret" (D. Davies) 3:27

【CDボーナス・トラック】
1. ブライト・ライツ - "Bright Lights" (D. Davies) 3:28
2. パーフェクト・ストレンジャー - "Perfect Strangers" (D. Davies) 6:26

## シングルカット
プロモーション・シングルも含む。
1. ダウン・オール・ザ・デイズ - "Down All the Days (To 1992)"
2. ハウ・ドゥ・アイ・ゲット・クロース - "How Do I Get Close?"
3. エンターテインメント - "Entertainment"